# Estadio Comunal de La Mesilla
El Estadio Comunal de La Mesilla es un estadio de fútbol de Guatemala, ubicado en el municipio de La Democracia en el departamento de Huehuetenango.
Es la casa oficial del equipo de la localidad de La Mesilla los Halcones F.C., anteriormente llamados Peñarol La Mesilla.
- Datos: Q5847882